# Sumatranski oblačasti leopard
Neofelis diardi diardi, jedna od dviju podvrsta sundskih oblačastih leoparda. Populacija mu je u opadanju, a živi na indonezijskom otoku Sumatra, pa je u engleskom jeziku nazivan sumatranski oblačasti leopard.
Da čini posebnu podvrstu ovih leoparda ustanovljeno je tek nedavno. Podaci se temelje na genetskoj analizi (Wilting et al., 2007b), po kojoj su ustanovljrene dvije podvrste sundskog oblačastog leoparda, borneoški (N. d. borneensis) i sumatranski (N. d. diardi).

## Vanjske poveznice
- Sumatran Sundaland clouded leopard filmed for the first time  Arhivirana inačica izvorne stranice od 9. studenoga 2013. (Wayback Machine)